# Horné Srnie
Horné Srnie és un poble i municipi d'Eslovàquia que es troba a la regió de Trenčín.

## Història
La primera menció escrita de la vila es remunta al 1439.

## Demografia
| Godina             | 1994 | 2004   | 2014   | 2024   |
| ------------------ | ---- | ------ | ------ | ------ |
| Nombre de persones | 2862 | 2876   | 2795   | 2679   |
| Diferència         |      | +0,48% | −2,81% | −4,15% |

| Godina             | 2023 | 2024   |
| ------------------ | ---- | ------ |
| Nombre de persones | 2700 | 2679   |
| Diferència         |      | −0,77% |